# 香港青年時裝設計家創作表演賽
香港青年時裝設計家創作表演賽由香港貿易發展局於1977年首次舉辦，每年於9月的CENTRESTAGE活動期間舉行。

## 簡介
香港青年時裝設計家創作表演賽（YDC）是香港時裝設計界的一項年度活動，自1977年創辦以來，持續為新銳設計師提供展示才華的平台。YDC曾吸引眾多設計師參與，其中包括香港時裝設計師協會首任主席林國輝（Ragence Lam），他於首屆比賽中獲得冠軍。近年來，部分參賽者如Arto Wong（ARTO.）、Jason Lee（YMDH）、Toki Wong（Kowloon City Boy）等人，通過YDC獲得業界關注，並進一步發展其職業生涯或創立個人品牌。
YDC每年邀請國際設計師及業界人士擔任評審，參與者包括三原康裕（Mihara Yasuhiro）、Martine Rose、Han Chong (Self-Portrait)、Lisi Herrebrugh 和 Rushemy Botter (BOTTER)、落合宏道 Hiromichi Ochiai (FACETASM)、Andreas Kronthaler (Vivienne Westwood) 及 Hideaki Shikama (CHILDREN OF THE DISCORDANCE) 等人。此外，評審團通常包含時裝產業中的專業人士，為參賽者提供指導與建議。活動旨在促進設計師之間的學習與交流。 

## 歷屆比賽資料[1]
| 年度 | 冠軍   | 地點                    |
| ---- | ------ | ----------------------- |
| 2001 | 梁婉貞 | 香港會議展覽中心大會堂  |
| 2002 | 宋文輝 | 香港會議展覽中心大會堂  |
| 2003 | 馬詩淇 | 香港會議展覽中心大會堂  |
| 2004 | 何淑琪 | 香港會議展覽中心大會堂  |
| 2005 | 甄頌榮 | 香港會議展覽中心大會堂  |
| 2006 | 楊玉鳳 | 香港會議展覽中心大會堂  |
| 2007 | 黃雅琪 | 香港會議展覽中心大會堂  |
| 2008 | 郭惠珊 | 香港會議展覽中心大會堂  |
| 2009 | 陸景熙 | 香港會議展覽中心大會堂  |
| 2010 | 章少茵 | 香港會議展覽中心大會堂  |
| 2011 | 鄭懿華 | 香港會議展覽中心大會堂  |
| 2012 | 麥鑽池 | 香港會議展覽中心大會堂  |
| 2013 | 連寶真 | 香港會議展覽中心大會堂  |
| 2014 | 梁鎮霆 | 香港會議展覽中心大會堂  |
| 2015 | 楊麗晴 | 香港會議展覽中心大會堂  |
| 2016 | 張家賀 | 香港會議展覽中心大會堂  |
| 2017 | 黃曉圖 | 香港會議展覽中心大會堂  |
| 2018 | 陳星彤 | 香港會議展覽中心大會堂  |
| 2019 | 葉嘉祺 | 香港會議展覽中心大會堂  |
| 2020 | 陳子昭 | (網上直播)              |
| 2021 | 李沛鈞 | 香港會議展覽中心Hall 1A |
| 2022 | 曾安婷 | 香港會議展覽中心Hall 1A |
| 2023 | 邢鈞城 | 香港會議展覽中心Hall 3C |
| 2024 | 鍾梓浩 | 香港會議展覽中心Hall 3C |

## 外部連結
- 香港青年時裝設計家創作表演賽

- 香港貿易發展局的Facebook專頁（繁體中文）